# České Budějovice

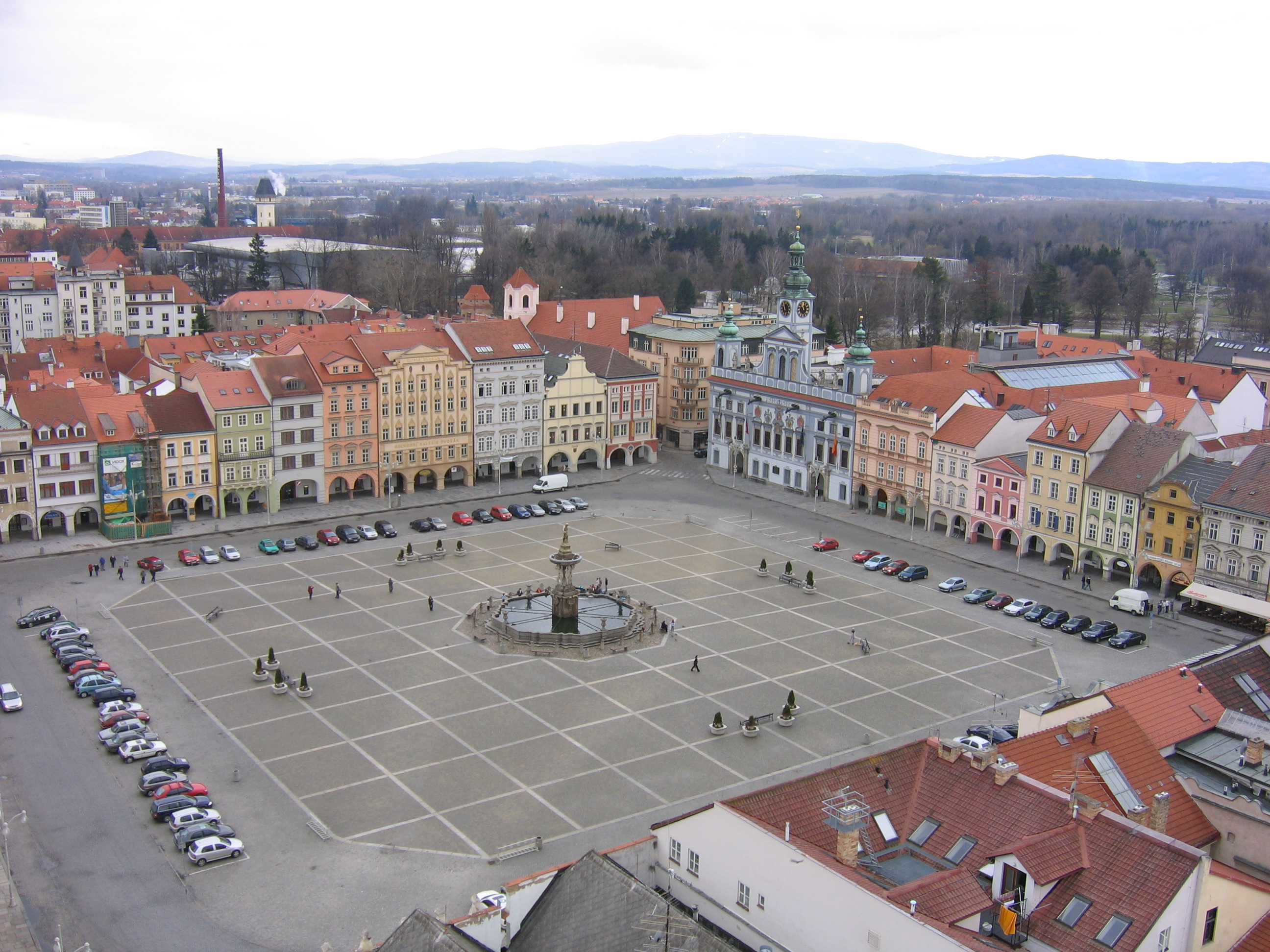
Náměstí Přemysla Otakara II., med Samson-fontänen i mitten; vy från Svarta tornet.

České Budějovice (tyska: Budweis) är en stad i Böhmen i södra Tjeckien med 93 513 invånare (2016). Staden är huvudstad i Södra Böhmen och grundades 1265.
Staden är känd i ölbranschen, dels för sina bryggerier och ölet Budweiser Budvar, och dels som namngivare till det amerikanska ölet Budweiser, som har tillverkats i USA sedan 1875.

## Bildgalleri

České Budějovice
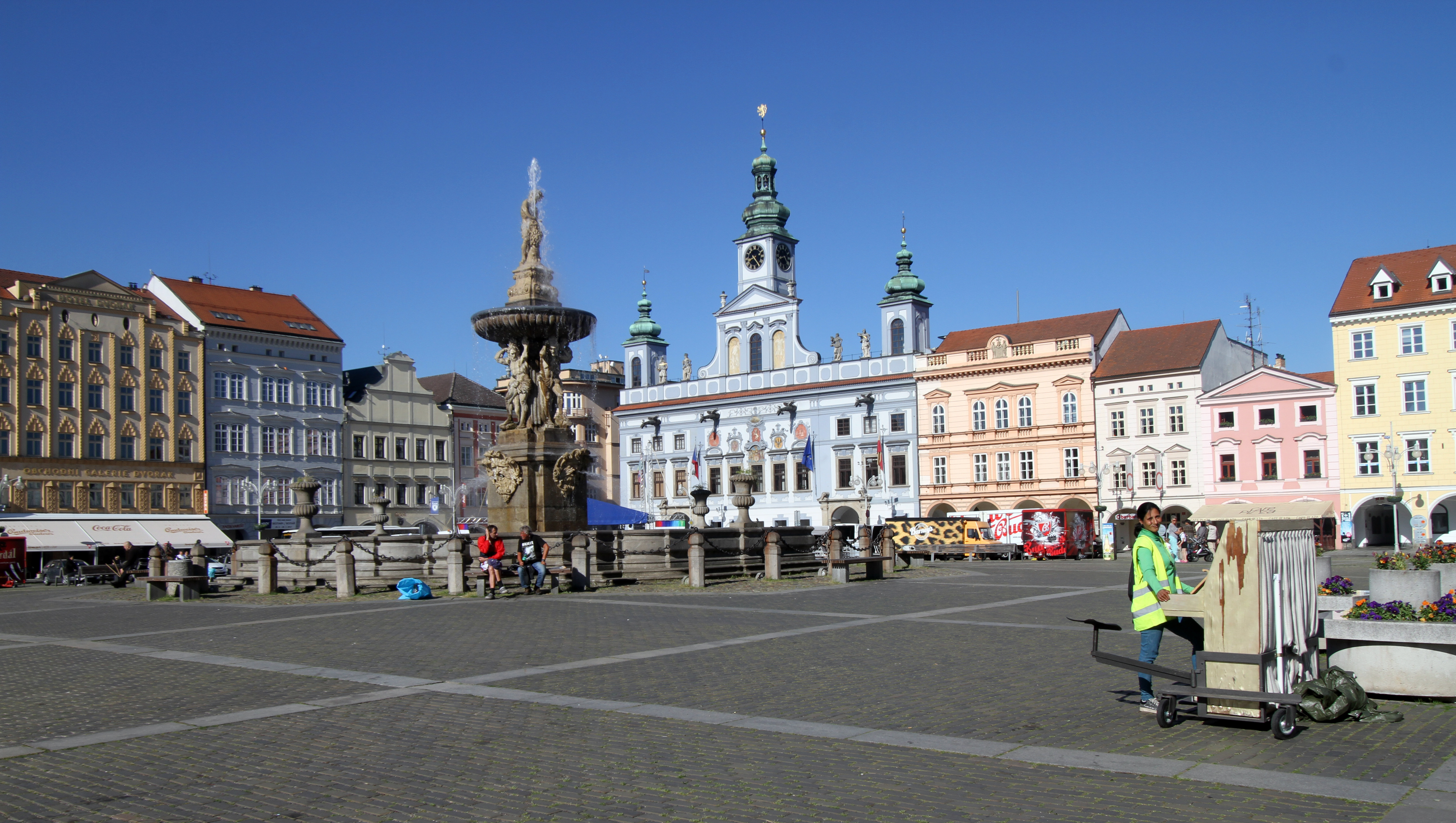
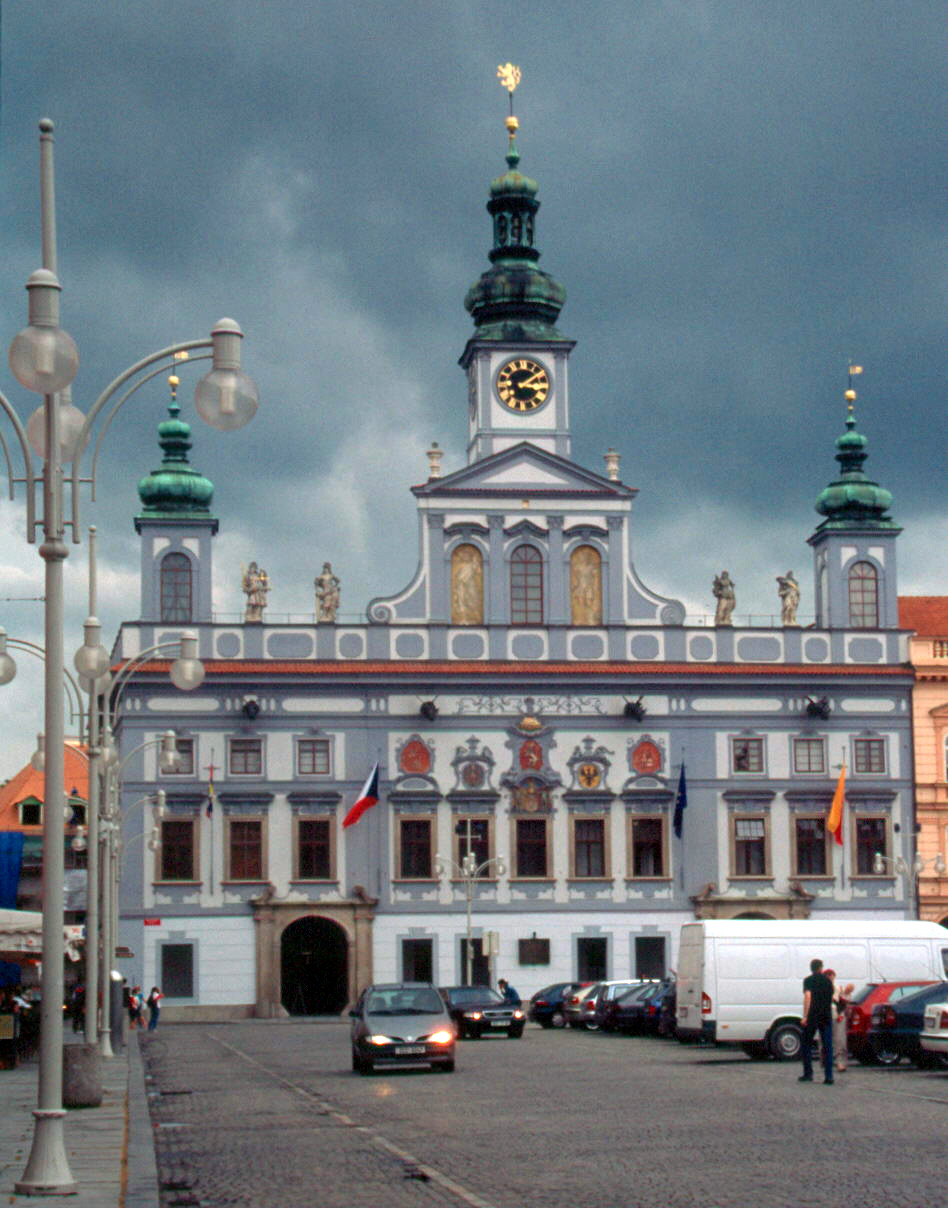
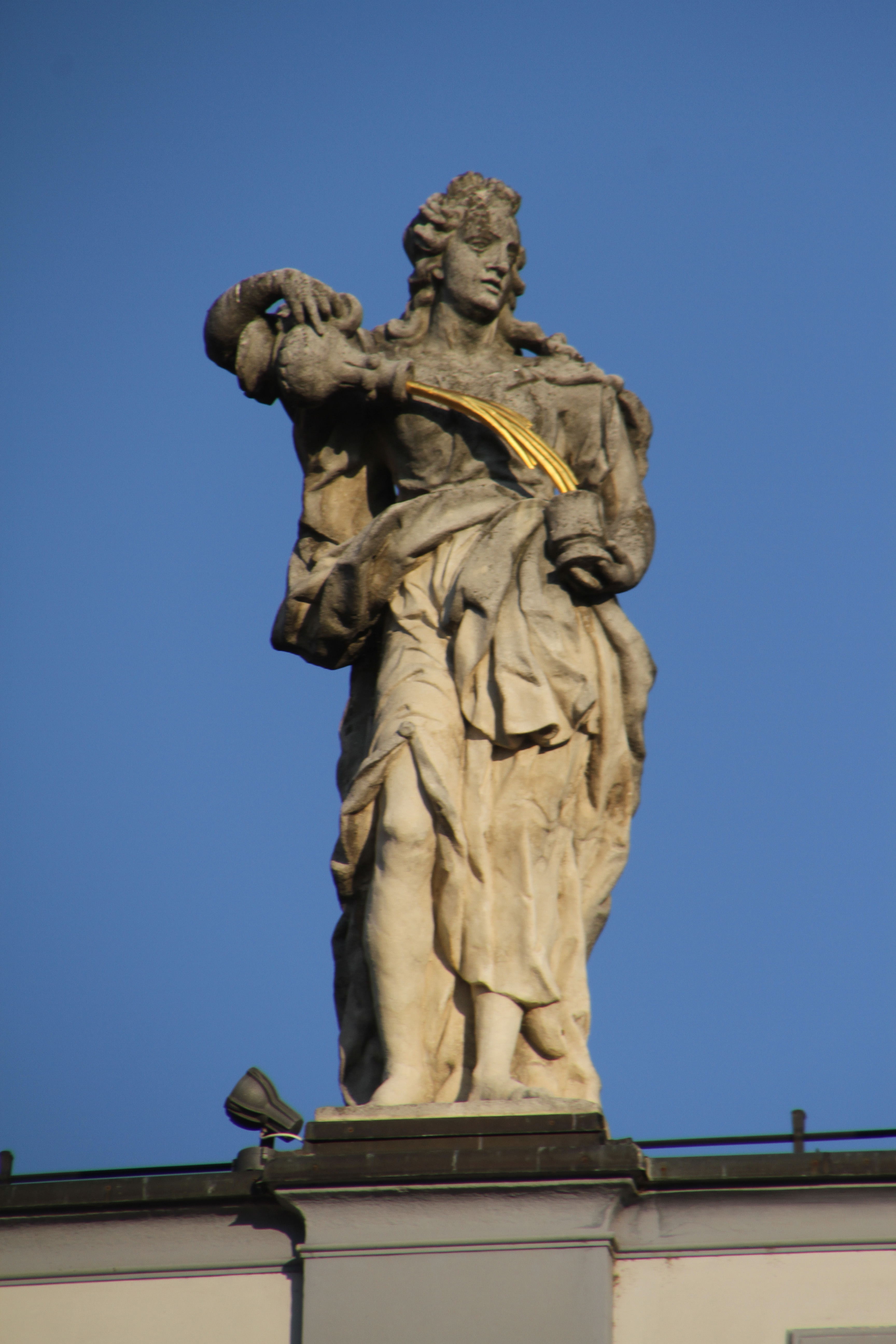
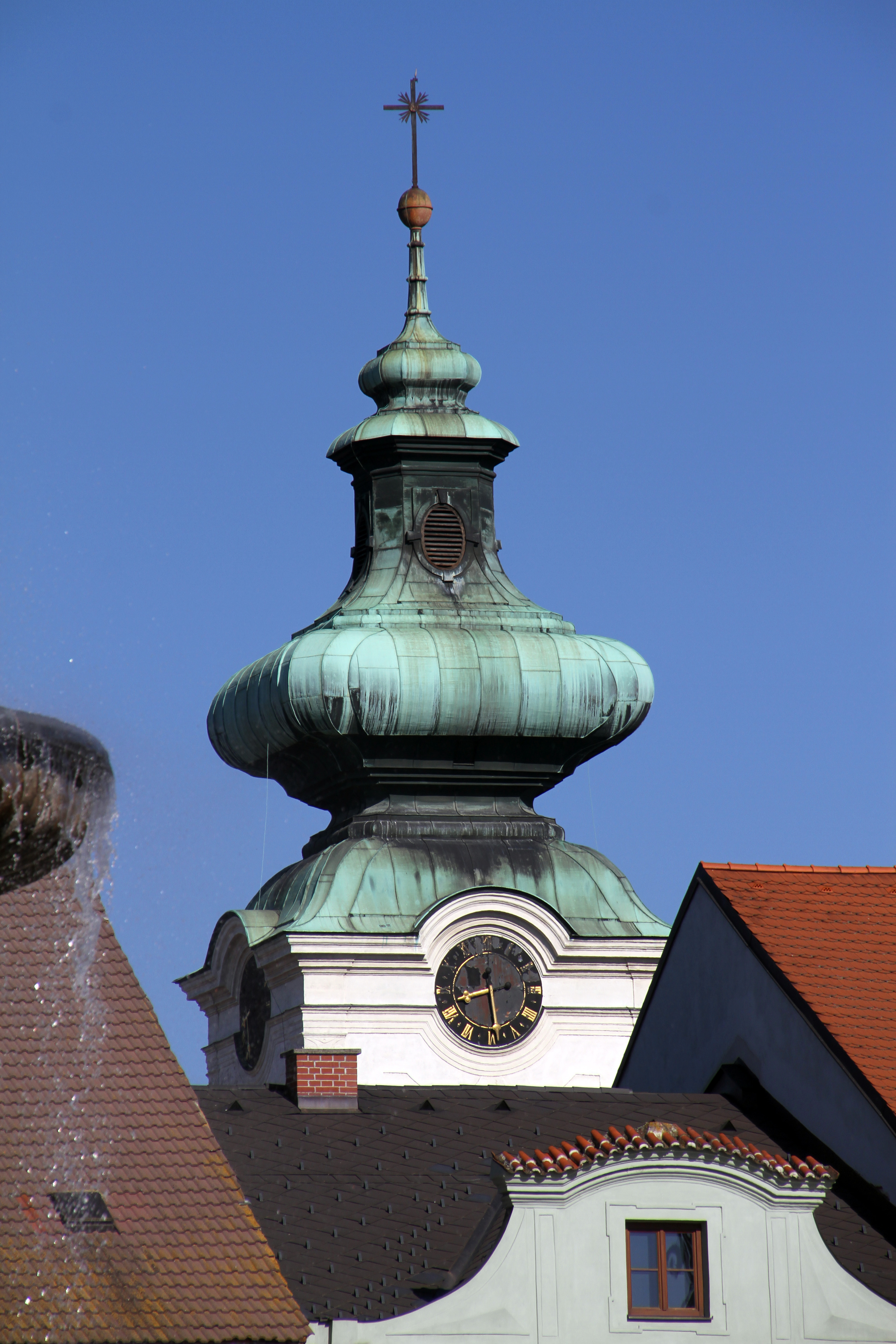
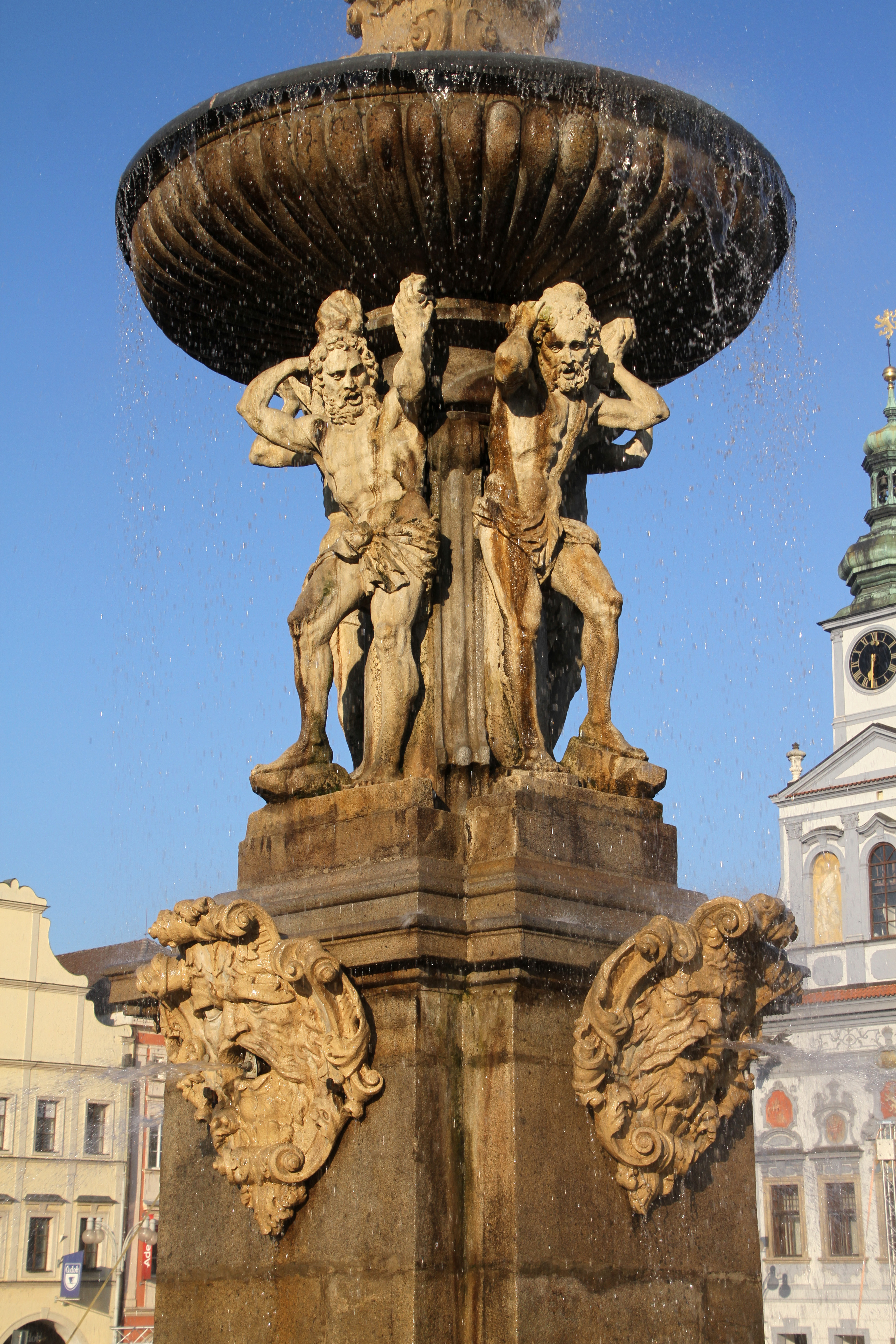
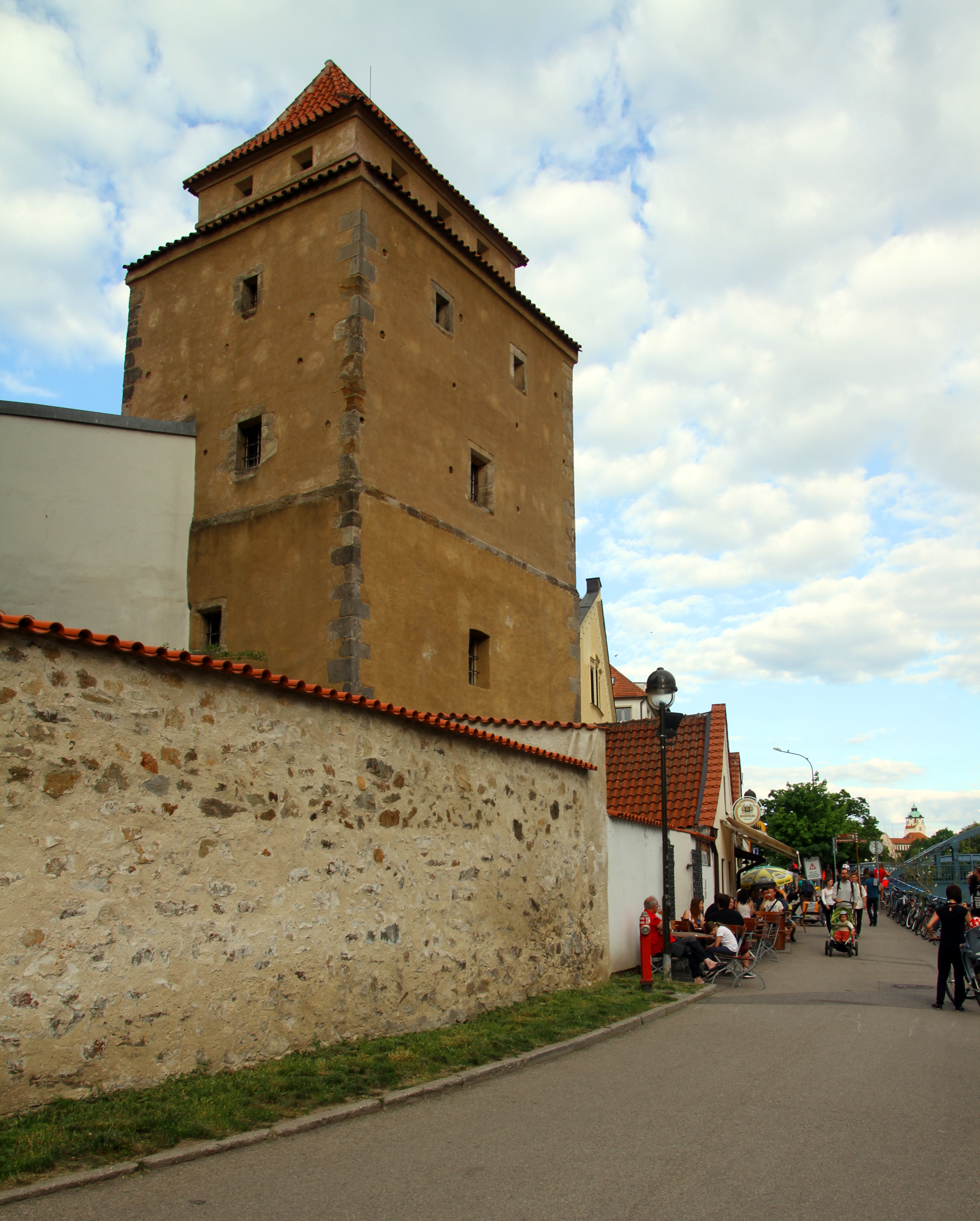
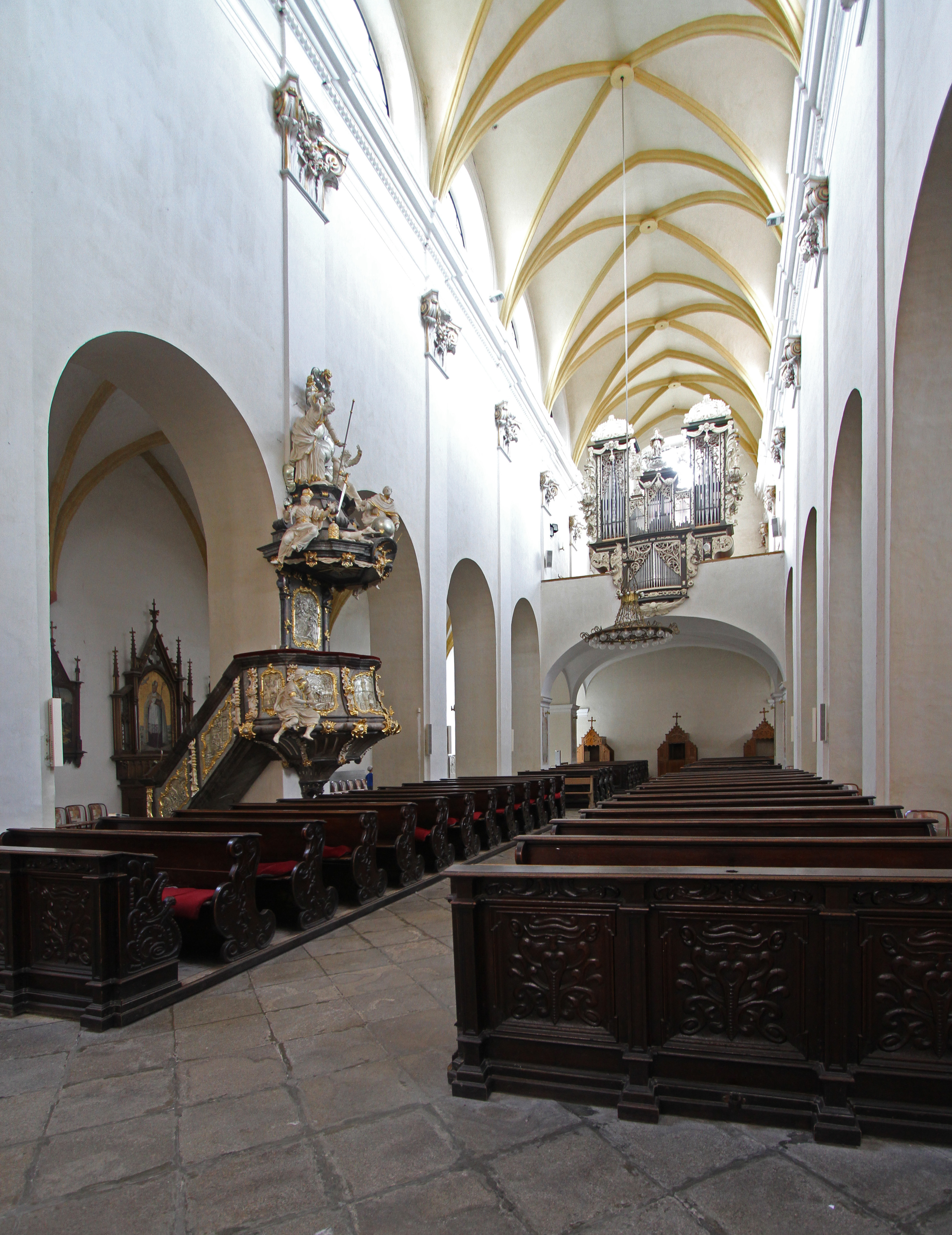
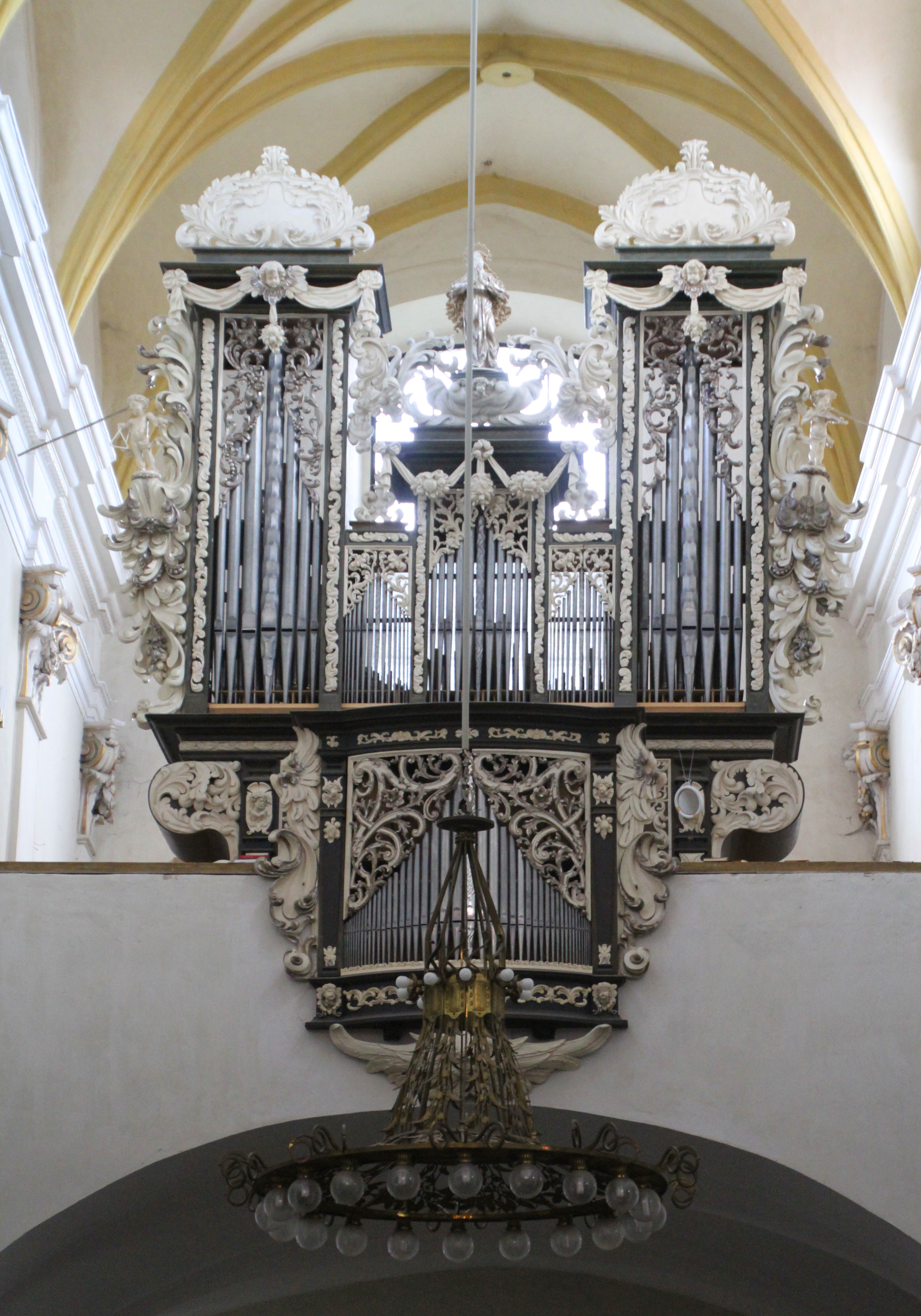
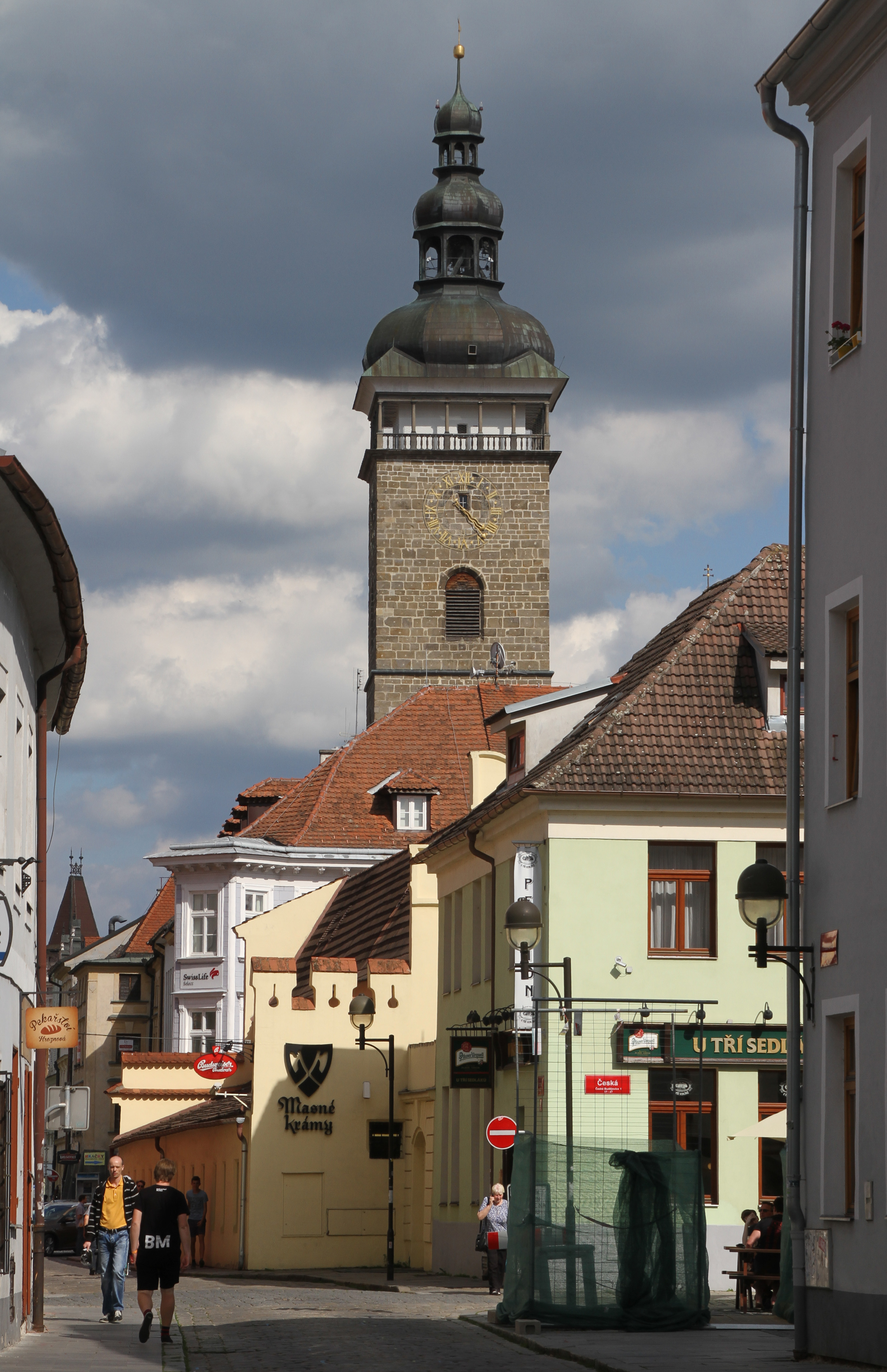